# 유러피언 골든슈

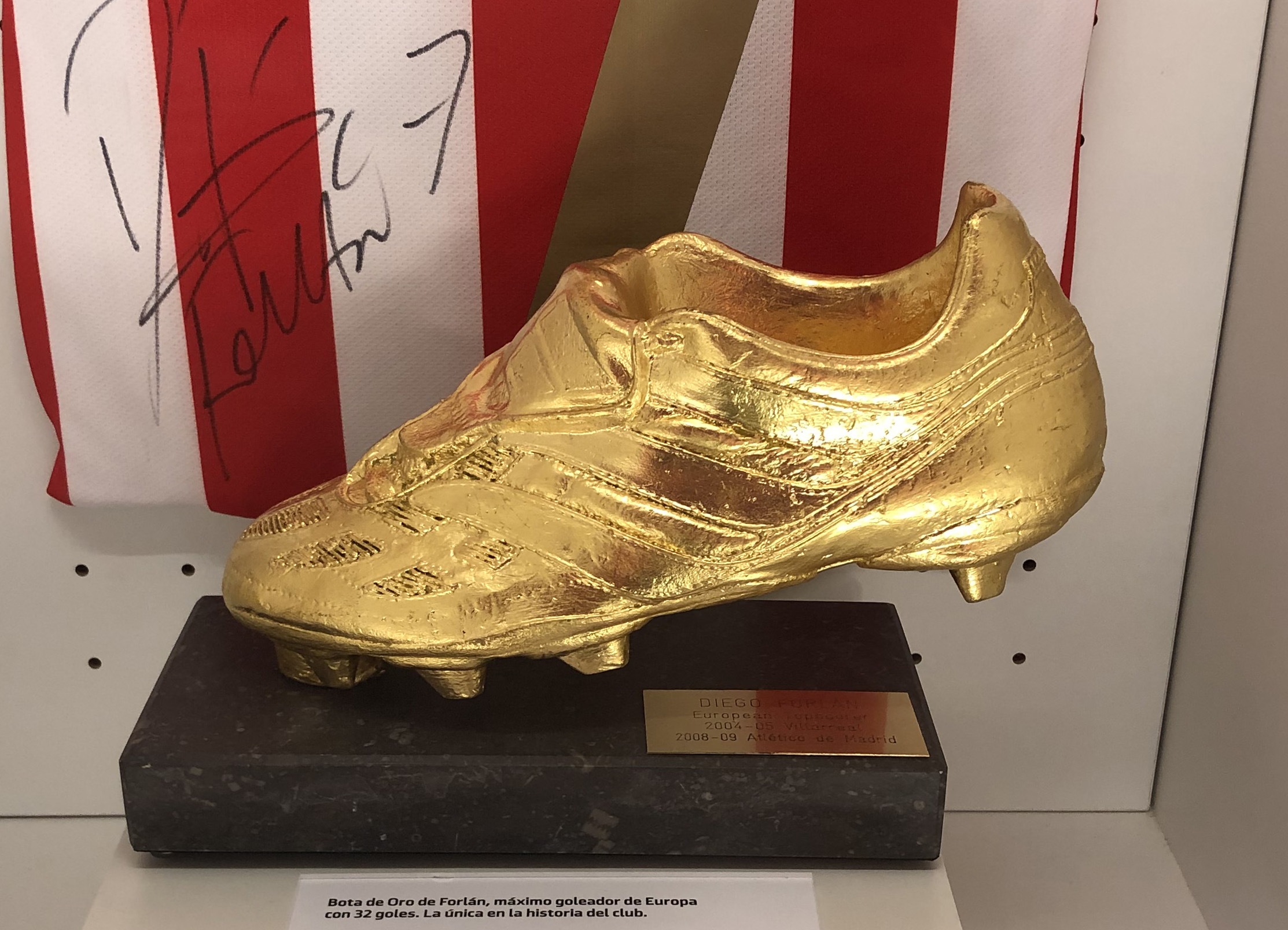

유러피언 골든슈(The European Golden Shoe), 옛 이름 유러피언 골든부트(European Golden Boot)는 유럽 각국 리그에서 뛰고 있는 선수들 가운데 한 시즌에서 가장 많은 득점을 기록한 선수에게 수여하는 상이다.
1968년에 제정되었으며 당시에는 유럽 리그에서 가장 많은 득점을 기록한 선수에게 수여되었다. 1991년에는 일시적으로 시상이 중단되기도 했지만 1996년부터는 각국 리그의 실력 차이를 고려한 포인트제를 도입하여 시상하고 있다.

## 역대 수상자

### 1968–1991
| 연도    | 국적            | 이름                              | 클럽                      | 리그                  | 득점 수 |
| ------- | --------------- | --------------------------------- | ------------------------- | --------------------- | ------- |
| 1967-68 | 포르투갈        | 에우제비우                        | 벤피카                    | 프리메이라리가        | 42      |
| 1968-69 | 불가리아        | 페터르 제코프                     | CSKA 소피아               | A 프로축구그룹        | 36      |
| 1969-70 | 서독            | 게르트 뮐러                       | 바이에른 뮌헨             | 분데스리가            | 38      |
| 1970-71 | 유고슬라비아    | 요시프 스코블라르                 | 마르세유                  | 리그 1                | 44      |
| 1971-72 | 서독            | 게르트 뮐러                       | 바이에른 뮌헨             | 분데스리가            | 40      |
| 1972-73 | 포르투갈        | 에우제비우                        | 벤피카                    | 프리메이라리가        | 40      |
| 1973–74 | 아르헨티나      | 엑토르 야살데                     | 스포르팅 CP               | 프리메이라리가        | 46      |
| 1974–75 | 루마니아        | 두두 제오르제스쿠                 | 디나모 부쿠레슈티         | 리가 I                | 33      |
| 1975–76 | 키프로스        | 소티리스 카이아파스               | AC 오모니아               | 키프로스 1부 리그     | 39      |
| 1976–77 | 루마니아        | 두두 제오르제스쿠                 | 디나모 부쿠레슈티         | 리가 I                | 47      |
| 1977–78 | 오스트리아      | 한스 크랑클                       | 라피트 빈                 | 오스트리아 분데스리가 | 41      |
| 1978–79 | 네덜란드        | 케이스 키스트                     | AZ 알크마르               | 에레디비시            | 34      |
| 1979-80 | 벨기에          | 에르빈 판던베르흐                 | 리르서 SK                 | 벨기에 리그           | 39      |
| 1980-81 | 불가리아        | 게오르기 슬라브코프               | 보테프 플로브디프         | A 프로축구그룹        | 31      |
| 1981-82 | 네덜란드        | 빔 키프트                         | 아약스                    | 에레디비시            | 32      |
| 1982-83 | 포르투갈        | 페르난두 고메스                   | FC 포르투                 | 프리메이라리가        | 36      |
| 1983-84 | 웨일스          | 이언 러시                         | 리버풀                    | 프리미어리그          | 32      |
| 1984-85 | 포르투갈        | 페르난두 고메스                   | FC 포르투                 | 프리메이라리가        | 39      |
| 1985-86 | 네덜란드        | 마르코 판 바스턴                  | 아약스                    | 에레디비시            | 37      |
| 1986–87 | 오스트리아      | 토니 폴스터1                      | 아우스트리아 빈           | 오스트리아 분데스리가 | 39      |
| 1987-88 | 튀르키예        | 탄주 촐라크                       | 갈라타사라이              | 쉬페르리그            | 39      |
| 1988-89 | 루마니아        | 도린 마테우츠                     | 디나모 부쿠레슈티         | 리가 I                | 43      |
| 1989-90 | 멕시코 불가리아 | 우고 산체스 흐리스토 스토이치코프 | 레알 마드리드 CSKA 소피아 | 라리가 A 프로축구그룹 | 38      |
| 1990-91 | 유고슬라비아    | 다르코 판체프2                    | 츠르베나 즈베즈다         | 유고슬라비아 1부 리그 | 34      |

1 원래 수상자는 44득점을 기록한 루마니아의 로디온 커머타루였지만 당시 리가 I 시즌 마지막 6경기에서 18득점을 기록한 사실이 밝혀져 박탈당했다. 이에 따라 39득점을 기록한 오스트리아의 토니 폴스터가 대신 받게 되었다.
2 다르코 판체프는 1990-91 시즌에서 34득점을 기록했지만 키프로스 축구 협회 측이 그가 40득점을 기록했다고 주장하는 바람에 시상이 보류되었고 2006년이 되어서야 수상할 수 있었다.

### 1991–1996
1991년부터 1996년까지는 한 선수가 기록한 득점 계산 방식을 둘러싼 논쟁 때문에 공식적인 골든슈 시상이 없었다. 다음은 1991년부터 1996년까지 유럽 리그에서 가장 많은 득점을 기록했던 선수에 관한 목록이다.
| 연도    | 국적       | 이름              | 클럽                  | 리그                    | 득점 수 |
| ------- | ---------- | ----------------- | --------------------- | ----------------------- | ------- |
| 1991–92 | 스코틀랜드 | 앨리 매코이스트   | 레인저스              | 스코틀랜드 프리미어리그 | 34      |
| 1992–93 | 스코틀랜드 | 앨리 매코이스트   | 레인저스              | 스코틀랜드 프리미어리그 | 34      |
| 1993–94 | 웨일스     | 데이비드 테일러   | 포르트마도그          | 웨일스 프리미어리그     | 43      |
| 1994–95 | 아르메니아 | 아르센 아베티샨   | 호메네트멘 예레반     | 아르메니아 프리미어리그 | 39      |
| 1995–96 | 조지아     | 즈비아드 엔델라제 | 마르그베티 제스타포니 | 우마글레시리가          | 40      |

### 1996–현재
1996–97 시즌부터 유러피언 스포츠 매거진스(European Sports Magazines, ESM)가 상을 주관하며 UEFA 계수를 기준으로 각 리그에 배정된 포인트와 각 선수의 득점 수를 곱해서 수상자를 결정한다. UEFA 리그 랭킹에서 1~5위를 기록한 리그는 득점 수에 2를, 6~21위를 기록한 리그는 득점 수에 1.5를 곱하며 22위 이하를 기록한 리그는 득점 수에 1을 곱한다. 이와 같은 방식을 토대로 포인트를 획득한 선수 가운데 가장 높은 포인트를 기록한 선수가 골든슈를 수상하게 된다.
| 연도      | 국적              | 이름                                         | 클럽                 | 리그                    | 득점 수 | 포인트 |
| --------- | ----------------- | -------------------------------------------- | -------------------- | ----------------------- | ------- | ------ |
| 1996-97   | 브라질            | 호나우두                                     | FC 바르셀로나        | 라리가                  | 34      | 68     |
| 1997-98   | 그리스            | 니코스 마흘라스                              | 피테서               | 에레디비시              | 34      | 68     |
| 1998-99   | 브라질            | 마리우 자르데우                              | FC 포르투            | 프리메이라리가          | 36      | 72     |
| 1999-2000 | 잉글랜드          | 케빈 필립스                                  | 선덜랜드             | 프리미어리그            | 30      | 60     |
| 2000-01   | 스웨덴            | 헨리크 라르손                                | 셀틱                 | 스코틀랜드 프리미어리그 | 35      | 52.5   |
| 2001-02   | 브라질            | 마리우 자르데우                              | 스포르팅 CP          | 프리메이라리가          | 42      | 63     |
| 2002-03   | 네덜란드          | 로이 마카이                                  | 데포르티보 라코루냐  | 라리가                  | 29      | 58     |
| 2003-04   | 프랑스            | 티에리 앙리                                  | 아스널               | 프리미어리그            | 30      | 60     |
| 2004-05   | 프랑스 우루과이   | 티에리 앙리 디에고 포를란                    | 아스널 비야레알      | 프리미어리그 라리가     | 25      | 50     |
| 2005-06   | 이탈리아          | 루카 토니                                    | 피오렌티나           | 세리에 A                | 31      | 62     |
| 2006-07   | 이탈리아          | 프란체스코 토티                              | AS 로마              | 세리에 A                | 26      | 52     |
| 2007-08   | 포르투갈          | 크리스티아누 호날두                          | 맨체스터 유나이티드  | 프리미어리그            | 31      | 62     |
| 2008-09   | 우루과이          | 디에고 포를란                                | 아틀레티코 마드리드  | 라리가                  | 32      | 64     |
| 2009-10   | 아르헨티나        | 리오넬 메시                                  | FC 바르셀로나        | 라리가                  | 34      | 68     |
| 2010-11   | 포르투갈          | 크리스티아누 호날두                          | 레알 마드리드        | 라리가                  | 40      | 80     |
| 2011-12   | 아르헨티나        | 리오넬 메시                                  | FC 바르셀로나        | 라리가                  | 50      | 100    |
| 2012-13   | 아르헨티나        | 리오넬 메시                                  | FC 바르셀로나        | 라리가                  | 46      | 92     |
| 2013-14   | 우루과이 포르투갈 | 루이스 알베르토 수아레스 크리스티아누 호날두 | 리버풀 레알 마드리드 | 프리미어리그 라리가     | 31      | 62     |
| 2014-15   | 포르투갈          | 크리스티아누 호날두                          | 레알 마드리드 CF     | 라리가                  | 48      | 96     |
| 2015-16   | 우루과이          | 루이스 알베르토 수아레스                     | FC 바르셀로나        | 라리가                  | 40      | 80     |
| 2016-17   | 아르헨티나        | 리오넬 메시                                  | FC 바르셀로나        | 라리가                  | 37      | 74     |
| 2017-18   | 아르헨티나        | 리오넬 메시                                  | FC 바르셀로나        | 라리가                  | 34      | 68     |
| 2018-19   | 아르헨티나        | 리오넬 메시                                  | FC 바르셀로나        | 라리가                  | 36      | 72     |
| 2019-20   | 이탈리아          | 치로 임모빌레                                | SS 라치오            | 세리에 A                | 36      | 72     |
| 2020-21   | 폴란드            | 로베르트 레반도프스키                        | 바이에른 뮌헨        | 분데스리가              | 41      | 82     |
| 2021-22   | 폴란드            | 로베르트 레반도프스키                        | 바이에른 뮌헨        | 분데스리가              | 35      | 70     |
| 2022-23   | 노르웨이          | 엘링 홀란                                    | 맨체스터 시티        | 프리미어리그            | 36      | 72     |
| 2023-24   | 잉글랜드          | 해리 케인                                    | 바이에른 뮌헨        | 분데스리가              | 36      | 72     |
| 2024-25   | 프랑스            | 킬리안 음바페                                | 레알 마드리드        | 라리가                  | 31      | 62     |